# Евансберг (Пенсилванија)
Евансберг (енгл. Evansburg) насељено је место без административног статуса у америчкој савезној држави Пенсилванија.

## Демографија
По попису из 2010. године број становника је 2.129, што је 593 (38,6%) становника више него 2000. године.
| Група             | 2000.         | 2010.         |
| Белци             | 1.446 (94,1%) | 1.718 (80,7%) |
| Афроамериканци    | 12 (0,8%)     | 58 (2,7%)     |
| Азијати           | 50 (3,3%)     | 269 (12,6%)   |
| Хиспаноамериканци | 22 (1,4%)     | 54 (2,5%)     |
| Укупно            | 1.536         | 2.129         |